# Geodena bimaculata
Geodena bimaculata är en fjärilsart som beskrevs av Walker 1865. Geodena bimaculata ingår i släktet Geodena och familjen mätare. Inga underarter finns listade i Catalogue of Life.